# شتارتساخ
شتارتساخ (به آلمانی: Starzach) یک شهر در آلمان است که در توبینگن واقع شده‌است. شتارتساخ ۴٬۴۶۶ نفر جمعیت دارد.